# Rabbit Rampage
Rabbit Rampage es un dibujo animado de Warner Bros. Looney Tunes de 1955, dirigido por Chuck Jones. El corto fue lanzado el 11 de junio de 1955 y está protagonizado por Bugs Bunny.

## Reparto de voces
- Mel Blanc como Bugs Bunny
- Arthur Q. Bryan como Elmer Gruñón